# Алан з Лощини

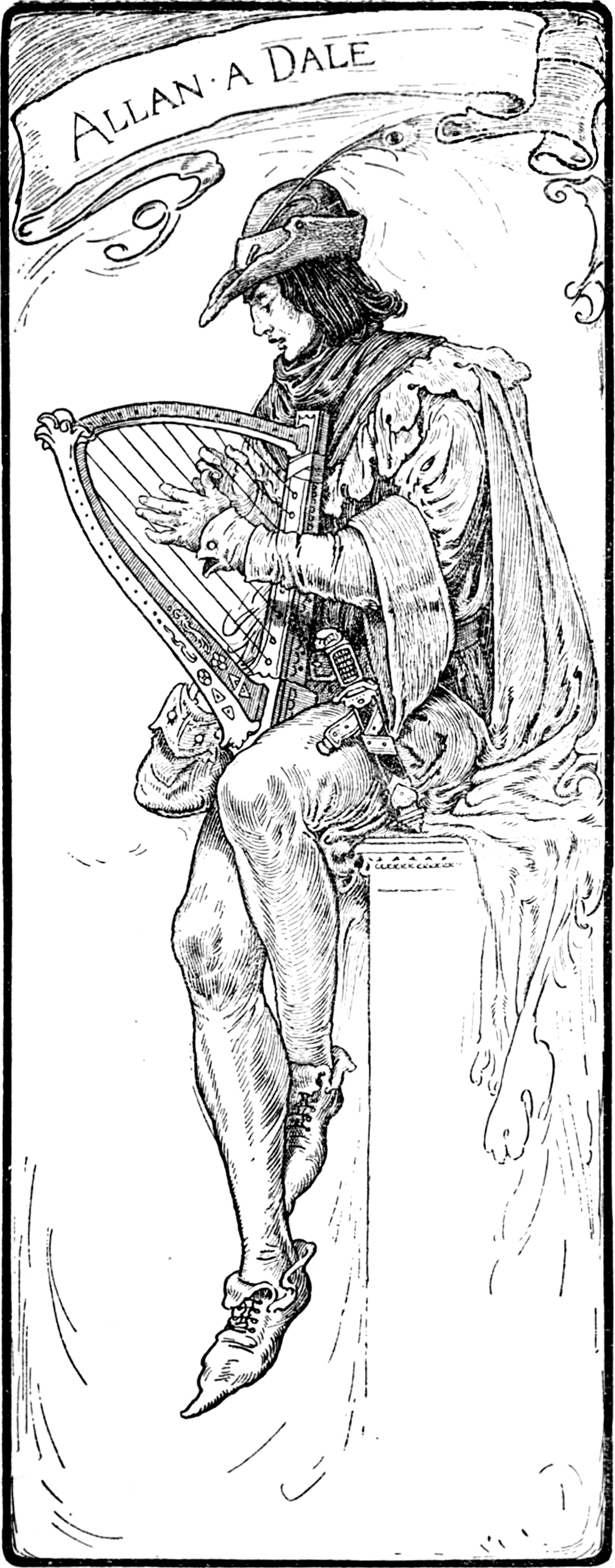
Алан з Лощини

Алан з Лощини (англ. Alan-a-Dale), також відомий як Алан з Долини і Алан-е-Дейл (ориг. англ. Allen a Dale) — герой легенд про Робіна Гуда, менестрель і член загону його розбійників. У порівнянні з іншими героями легенд з'являється пізніше інших.

## Легенда
Перші згадки про Алана з Лощини відносяться до XVII століття у: у збірнику балад Чайлда під номером 138 йде балада «Робін Гуд і Алан з Лощини» (англ. Robin Hood and Allen a Dale). У баладі розповідається про те, як Робін Гуд рятує кохану Алана від насильного вінчання зі старим лицарем: Робін, переодягнений єпископом, зриває церемонію вінчання у храмі і сам проводить вінчання Алана і його дівчини. За іншими версіями, це робив Маленький Джон або брат Тук. У деяких версіях замість Алана з'являється Уїлл Скарлет, однак найчастіше героєм балади є саме Алан. Незважаючи на те, що Алан не згадується досить часто в баладах, час від часу він допомагає Робіну і його друзям у різних справах.

## У літературі
- У дитячій книзі американського письменника Говарда Пайла «Славні пригоди Робін Гуда» у казці «Робін Гуд і відчайдушний монах» згадується, що дівчину Алана звали Елен, а вінчання проводив саме сам брат Тук як єдиний чоловік, який мав на це право за відсутності єпископа[3].
- В оповіданні Пірса Егана-молодшого[en] «Робін Гуд і Маленький Джон» стверджується, що насправді Алана звуть сер Алан Клер і він є лицарем, а не менестрелем. Там же йдеться про те, що Алан доводиться братом Діві Меріан, а його коханої є Леді Крістабел, дочка Шерифа Ноттінгемського, який і намагався насильно видати Крістабел заміж за свого старого знайомого. Запобігти несправедливість вирішується Маленький Джон, який і вінчає Алана і Крістабел, приймаючи на себе обов'язки Єпископа Херефордский[4].
- У романі Вальтера Скотта «Айвенго» в російській перекладі менестреля звуть  Аллен з Лощини . Брат Тук і Робін Гуд відгукуються про нього не в найкращих тонах, оскільки Аллен любить випити елю і дуже часто буянить. Так, Робін дізнається, що Аллен пограбував абата Жорво, зажадав з того великий викуп і погрожував повісити бранця в разі непокори. Втім, Робін і брат Тук на захист Аллена кажуть, що той вірний завжди своєму слову і ніколи не відступає перед своєю метою. Зовнішність Аллена описується в кінці роману: він постає як «кремезний підліток з арфою за плечима» і є менестрелем аж ніяк «не просто звання».
- Алан є головним героєм оповідань британського письменника Ангуса Дональда[en] «Розбійник», «Священний воїн» і «Людина короля».

## У фільмах і на телебаченні
- Одним з перших акторів, які виконали роль Алана у фільмах, став Елтон Хейес[en], який знявся в 1952 році у фільмі «Історія Робіна Гуда і його Веселих Розбійників».
- У 1956 році в серіалі «Пригоди Робін Гуда» у двох серіях роль Алана виконав Джон Шлезінгер.
- У мультфільмі «Робін Гуд» (1973), створеному студією Уолта Діснея, всі герої представлені в образі тварин. Алан зображується як півень, який грає на мандоліні і є заодно оповідачем. Роль озвучував Роджер Міллер. У мультфільмі Алан виконує пісні «Whistle Stop», «Oo-De-Lally» і «Not in Nottingham».
- У легендарному британському телесеріалі «Доктор Хто» Одинадцятий Доктор в серії «Робот з Шервуда» потрапляє під час Робін Гуда, намагаючись переконатися в реальності існування народного героя. У тій серії роль Алана виконав Іан Халлард.
- У 1965 році в одному з випусків шоу Дадлі Мура і Пітера Кука «Not Only But Also» була виконана жартівлива пісня про Алана: її виконували самі ведучі разом з Джо Мелайя, Біллом Уоллісом і Джоном Уеллсом.
- У телесеріалі «Зоряний шлях: Наступне покоління» в серії Qpid екіпаж «Ентерпрайза» виявляється в Середньовічній Англії і стає фактично загоном Робіна Гуда. Місце Алана з Лощини займає Джорді Ла Форж, роль якого зіграв Левар Бертон.
- У музичному фільмі «Робін і сім гангстерів» дія переноситься в Чикаго 1920-х років, а роль Алана А. Дейла грає Бінг Кросбі. Спочатку роль повинна була дістатися Пітеру Лоуфорду, але той розсварився з Френком Сінатра, що виконував головну роль.
- У британському телесеріалі 1984 «Робін з Шервуда» роль Алана зіграв Пітер Хатчінсон в епізоді «Алан з Долини» (у радянському дубляжі — «Закоханий менестрель»). У тій серії брат Тук допомагає Алану повернути його кохану Мілдред, яку Шериф Ноттінгемський веде насильно під вінець.
- У британському телесеріалі 2006—2009 років «Робін Гуд» роль Алана зіграв Джо Армстронг. У цьому телесеріалі Алан представлений не з найкращих сторін: він не є менестрелем, хоча розважає «молодців» Робіна Гуда жартами. Незважаючи на те, що Алан рятував часто своїх товаришів від полону і здобував провізію, люди йому не довіряють, оскільки він не стримує своє слово, часто обманює і любить брати участь у заходах з перевдяганням. Після гри «в наперстки» в таверні його заарештовує Гай Гізборну і кидає в темницю, змушуючи того перейти на сторону Шерифа. Алан заробляє гроші, повідомляючи інформацію про плани Робіна, але після довгих душевних переживань тікає від Гізборну і Шерифа, повертаючись в банду розбійників. Аж до своєї загибелі Алан продовжує битися на боці Робіна, намагаючись спокутувати свою провину за зраду.
- В фільмі 2010 роль виконує Алан Дойл, лідер рок-групи Great Big Sea. Тут він представлений як досвідчений воїн, який володіє музичним талантом.
- У мюзиклі «Завіси» Джона Кандера і Фреда Ебба показана постановка театральної п'єси про Робіна Гуда в стилі вестернів: там є герой під ім'ям Алан О'Делл.

## У комп'ютерних іграх
- Що вийшла в 2002 році гра «Robin Hood: The Legend of Sherwood» містить невелику згадку про Алана: він представляється Гійомом де Лоншампом, який поспішає доставити викуп за короля Річарда.